# Sonja Staël von Holstein
Anna Gurli Gunhild Sonja Staël von Holstein, född Edlund 22 juli 1897 i Haverö socken, Västernorrlands län, död 28 december 1927 i Jakobs församling i Stockholm, var en svensk målare.
Hon var dotter till den praktiserande läkaren Gideon Edlund och Märtha Sahlin samt var åren 1919–1927 gift med statsvetaren friherre Lage Staël von Holstein. Hon lärde sig måla i unga år och utförde huvudsakligen barn- och kvinnoporträtt i miniatyr. Hon medverkade bland annat i en utställning på Gummesons konsthall i Stockholm 1922 och i utställningen Svensk konst som visades på Valand-Chalmers i Göteborg 1923. Staël von Holstein är gravsatt i Gustav Vasa kyrkas kolumbarium i Stockholm.   